# 윗뱅크

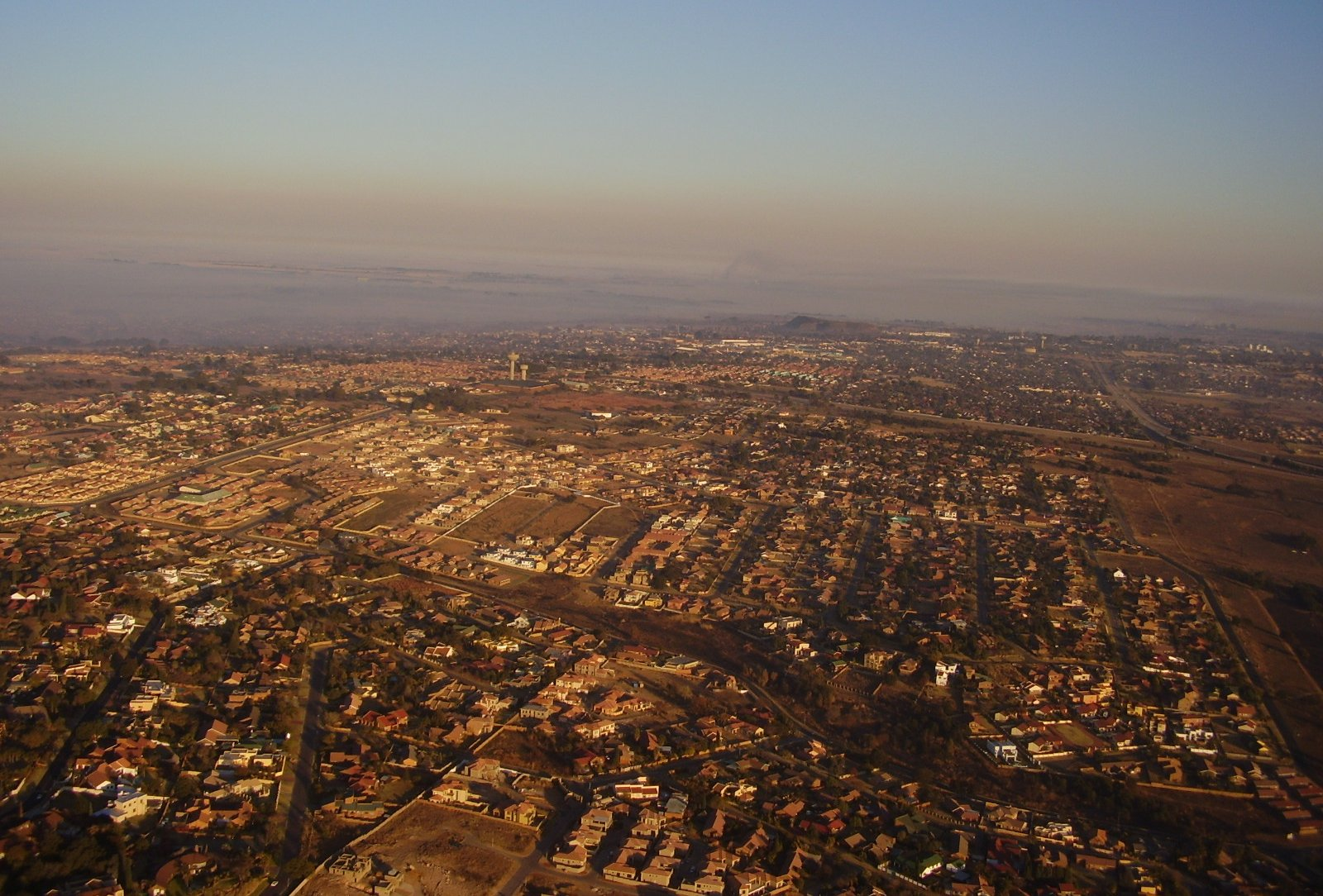

윗뱅크(Witbank)는 남아프리카 공화국에 있는 도시고, 아프리칸스어로 흰색 사암으로 마차 운전자들이 쉬고 있는 곳에서 이름이 붙여졌다. 이 도시는 인근 지역의 석탄 광산으로 유명하다.

## 역사
윗뱅크는 1890년에 설립되었고 프리토리아에서 온 철도가 1894년에 그 지역에 도착할 때까지 석탄 매장량을 이용하려는 초기의 시도는 실패했다. 1903년에 마을로 선포되었고 1914년에 자치시가 되었다.